# 飯野 (佐倉市)
飯野（いいの）は、千葉県佐倉市の大字。郵便番号285-0003。

## 地理
北は土浮、東は萩山新田、南東は岩名、下根、南は鹿島干拓、南西は臼井田、西は臼井田干拓、北西は飯野干拓、飯野町に隣接している。
飛び地が点在しており、土浮、萩山新田、岩名、飯田に隣接している。

## 小字
小字は以下の通り。
- 新山（しんやま）
- 梅の木（うめのき）
- 岡田（おかだ）
- 高座木（たかざき）
- 花台（はなだい）
- 堀の内（ほりのうち）
- 北の脇（きたのわき）
- 夫田賀作（ふだがさく）
- 久能作（くのうざく）
- 宮の作（みやのさく）
- 島下（しました）
- 小作（こさく）
- 山中（やまなか）
- 坂花（さかはな）
- 畑戸（はたど）
- 北の脇（きたのわき）
- 水神（すいじん）
- 辺田（へた）
- 谷津（やつ）
- 名喰戸（なじきど）
- 城ヶ谷（じょうがや）
- 天王（てんのう）
- 東の上（ひがしのうえ）
- 西新畑（にししんばた）
- 遠見（とおみ）
- 池の上（いけのうえ）
- 見当作（みたらさく）
- 三角（みすみ）
- 新坂（しんざか）
- 町前（まちまえ）
- 人形塚（にんぎょうづか）
- 宮の腰（みやのこし）
- 中尾余（なかびよ）
- 佐倉道（さくらみち）
- 見遠し（みとおし）

## 歴史
江戸期は飯野村であり、下総国印旛郡のうち。佐倉藩領。村高は「元禄郷帳」218石余、「天保郷帳」「旧高旧領」ともに248石余。なお、慶長9年の高194石余、反別田14町3反余・畑10町9反余（佐倉市史）。安政4年「領分村高帳」によれば、小物成として夫役永611文余・林下苅金1両1分・茶園栗代永147文・山銭鐚4貫990文が見える（旧佐野家文書/千葉市史史料編2）。文久3年佐倉藩の江戸詰家臣の引揚げに際し、北西部が引揚げ家臣の屋敷地として分与された。この部分をのち明治5年飯野町として分村。また、江戸期には印旛沼に面して殿称河岸があり、佐倉田町の吉田河岸と臼井田町の河岸とを結ぶ舟運に利用された。神社は麻賀多神社、寺院は臨済宗常安寺・真言宗東徳寺（印旛郡誌）。東徳寺の東隣にある観音堂は馬頭観世音を祀り、飯野の観音様と呼ばれ有名で佐倉藩主堀田氏や家臣の信仰も篤かった。明治6年千葉県に所属。明治22年内郷村の大字となる。

### 年表
- 1872年（明治5年） - 下根村の一部が飯野町として分村[5][6]。
- 1873年（明治6年） - 千葉県に所属。
- 1889年（明治22年）4月1日 - 内郷村大字飯野となる。
  - 町村制施行し大佐倉村、岩名村、飯野村、飯野町、土浮村、山崎村、下根村、下根町、萩山新田、飯田村が合併し印旛郡内郷村が発足。
- 1937年（昭和12年）2月11日 - 佐倉町大字飯野となる。
  - 佐倉町・内郷村が合併し、佐倉町が発足。
- 1954年（昭和29年）3月31日 - 佐倉市飯野となる。
  - 佐倉町・臼井町・弥富村・志津村・根郷村・和田村が合併し、佐倉市が発足。

## 世帯数と人口
2017年（平成29年）10月31日現在の世帯数と人口は以下の通りである。
| 大字 | 世帯数 | 人口  |
| ---- | ------ | ----- |
| 飯野 | 84世帯 | 223人 |

## 小・中学校の学区
市立小・中学校に通う場合、学区は以下の通りとなる。
| 地域 | 小学校             | 中学校             |
| ---- | ------------------ | ------------------ |
| 全域 | 佐倉市立内郷小学校 | 佐倉市立佐倉中学校 |

## 施設
- 飯野公会堂
- 佐倉草ぶえの丘
  - 佐倉草ぶえの丘バラ園
- JAいんば飯野野菜出荷場
- 東徳寺
- 飯野観音
- 麻賀多神社

## 交通

### 道路
- 主要地方道
  - 千葉県道65号佐倉印西線